# Glyptosceloides dentatus
Glyptosceloides dentatus es una especie de insecto coleóptero de la familia Chrysomelidae.
Fue descrita científicamente en 1994 por Askevold & Flowers.